# Eline Timmerman
Eline Timmerman (Rijssen-Holten, 30 dicembre 1998) è una pallavolista olandese, centrale del Galatasaray.

## Carriera

### Club
La carriera di Eline Timmerman inizia a livello giovanile nel RIVO, club della sua città natale. Nella stagione 2014-15 approda in Eredivisie con la formazione federale del Talent Team, dove milita per un biennio. Resta in seguito sempre nella massima divisione olandese, militando a partire dal campionato 2016-17 per due annate nell'Alterno e poi, dal campionato 2018-19, per altrettanto tempo nell'Eurosped.
Nella stagione 2020-21 approda per la prima volta all'estero, grazie all'ingaggio da parte delle tedesche del PTSV Aachen, in 1. Bundesliga: nella stagione seguente si trasferisce al MTV Stoccarda, sempre nella massima serie tedesca, conquistando tre scudetti, due Coppe di Germania e una supercoppa nazionale. Nel campionato 2024-25 è di scena in Turchia, dove difende i colori del Galatasaray, in Sultanlar Ligi, vincendo la BVA Cup.

### Nazionale
Fa parte delle selezioni giovanili olandesi, partecipando con la nazionale under 18 al campionato europeo 2015 (passando dalle qualificazioni), con l'under 19 alle qualificazioni al campionato europeo 2014 e 2016, mentre con l'under 20 è di scena alle qualificazioni europee al campionato mondiale 2017.
Nel 2019 debutta in nazionale maggiore in occasione della Volleyball Nations League, andando poi a vincere la medaglia di bronzo al campionato europeo 2023 e a partecipare ai Giochi della XXXIII Olimpiade.

## Palmarès

### Club
- Campionato tedesco: 3

2021-22, 2022-23, 2023-24
- Coppa di Germania: 2

2021-22, 2023-24
- Supercoppa tedesca: 1

2023
- BVA Cup: 1

2024